# أنجلينا تيني
أنجلينا جاني تيني هي سياسية جنوبية سودانية، كانت وزيرة الدولة للطاقة والتعدين في السودان خلال حكومة الوحدة الوطنية ومقرها العاصمة الخرطوم بين عامي 2005 و2010. ترشحت لانتخاب حاكم ولاية الوحدة في أبريل 2010، إلا أنها خسرت في انتخابات التي زعمت أنها مزورة. في مارس 2020، تم تعيينها وزيرةً للدفاع في جنوب السودان.

## خلفية
أنجلينا تيني تلقت تعليمها في بريطانيا العظمى وتتحدث الإنجليزية والعربية بطلاقة. هي زوجة رياك مشار، نائب رئيس جنوب السودان السابق. لديهم أربعة أبناء. تُعد واحدة من أبرز السياسيات في جنوب السودان. في تشرين الثاني / نوفمبر 2003، سهلت أنجلينا تيني عقد مؤتمر لنساء جنوب السودان حول «بيت القوميات»، عُقد في لوكيشوجيو، وهو مفهوم يهدف إلى تعزيز السلام والوحدة الوطنية من خلال الاعتراف بالتنوع.

## وزير الدولة للطاقة والتعدين
انتهت الحرب الأهلية السودانية الثانية رسميًا في يناير 2005 بإنشاء حكومة مستقلة لجنوب السودان (GoSS) وعملية محددة للتحرك نحو استفتاء على الاستقلال الكامل. كانت أنجلينا تيني وزيرة دولة للطاقة والتعدين في حكومة الوحدة الوطنية ومقرها الخرطوم بين عامي 2005 و2010. وأشارت في مؤتمر حول النفط ومستقبل السودان في جوبا في نوفمبر 2006، إلى أنه كان هناك جدل كبير حول وزارة الطاقة والتعدين عندما يتم تشكيل حكومة الوحدة الوطنية. تم تطوير صناعة النفط خلال الحرب الأهلية كوسيلة لتمويل تلك الحرب، وبتكلفة بشرية باهظة، وكانت المخاوف العسكرية تملي هيكل الصناعة.
وأوضحت أن «السودان الآن لديه الفرصة لتطوير قطاع النفط لدعم السلام، وضمان جاذبية الوحدة، وضمان تعويض المتضررين خلال الحرب، وتأخذ مكاننا في العالم الحديث حيث يتم إنتاج النفط مع المسؤولية الاجتماعية. الآن هو الوقت المناسب كأمة لوضع رؤية واستراتيجية للإدارة الصحيحة لهذا المورد الاستراتيجي». وأشارت إلى ضرورة مراجعة العقود وتعويض السكان المحليين ومعالجة القضايا البيئية. أثار التوسع في إنتاج النفط جنوبًا في الأراضي الرطبة الشاسعة السد، المحمية بموجب اتفاقية رامسار الدولية، تحديات كبيرة.
في مقابلة عام 2007، لاحظت أن أرقام إنتاج ومبيعات النفط أعطتها لوزارتها من قبل شركة النيل الكبرى للإنتاج التي تقودها الصين. لم يكن لدى الوزارة طريقة للتحقق من الدقة. وقالت: "لدينا لجنة حساب عائدات النفط، وكل شهر، ننظر إلى أرقام الإنتاج والمبيعات، ونحدد الأرقام لمن يأخذ ماذا... في الوقت الحالي، تستند هذه الأرقام فقط إلى الإنتاج، ثم يتم تقاسمها بين الشمال والجنوب. ليس هناك الكثير من الثقة، ولهذا تسمع شكوى من جنوب السودان بشأن المبالغ التي يحصلون عليها". في أكتوبر 2007 قالت إن حكومة جنوب السودان غير متأكدة من أرقام إنتاج النفط التي أصدرتها الحكومة الفيدرالية وتشعر أيضًا أن حصتها غير عادلة.... لم يتم منح حكومة جنوب السودان أي تمثيل في المراحل الاستراتيجية لإنتاج النفط والتسويق في الخارج".

## انتخابات أبريل 2010
في انتخابات أبريل 2010، انفصلت أنجلينا تيني عن حزبها، الحركة الشعبية لتحرير السودان، وخاضت الانتخابات كمرشحة مستقلة لحاكم ولاية الوحدة. وكان منافسها الرئيسي الحاكم الحالي تعبان دينغ غاي. أظهرت التقارير المبكرة أنها كانت تتفوق بفارق كبير ضد المرشحين الستة الآخرين.
أعلنت الهيئة الانتخابية بالولاية أن تعبان دينغ غاي. فاز بـ 137,662 صوتًا، متغلبًا على أنجلينا تيني بـ 63,561 صوتًا. وقالت الأحزاب المهزومة في بيان مشترك إنه كان هناك تزوير واسع النطاق ودعت إلى مراجعة اللجنة الوطنية للانتخابات. وقالت أنجلينا تيني إنها لن تقبل النتائج أو تعترف بها. قامت أنجلينا تيني بتفصيل العديد من المخالفات، بما في ذلك طرد المراقبين، وفقدان صناديق الاقتراع، وفرز الأصوات بما يزيد عن عدد الناخبين المسجلين وما إلى ذلك. تم القبض على قائد حملتها عندما حاول هو وأعضاء فريقه دخول مكتب اللجنة العليا للانتخابات بالولاية. قتلت الشرطة بالرصاص شخصين وأصيب أربعة آخرون عندما فتحت الشرطة النار على حشد من المتظاهرين في عاصمة الولاية، بانتيو. دعت أنجلينا تيني مؤيديها إلى التزام الهدوء وتجنب العنف المستشري في ولاية الوحدة، المنطقة الرئيسية المنتجة للنفط في جنوب السودان.
اتهم حاكم ولاية الوحدة تعبان دينغ غاي في وقت لاحق تيني ورئيس الحركة الشعبية لتحرير السودان - قطاع الديمقراطية لام أكول بدعم العقيد غالواك جاي، الذي قاد تمردًا ضد جيش الحركة الشعبية بعد الانتخابات. يُزعم أن إدوارد لينو، عضو قيادة الحركة الشعبية لتحرير السودان، اتهمها بدعم التمرد في ولاية الوحدة. ورداً على ذلك، قالت أنجلينا تيني إنها كانت ترفع دعوى قضائية ضد إدوارد لينو. قيل أن تيني وعدت بتعيين غاي كمفوض مقاطعة إذا فازت في الانتخابات، وتمرد عندما فشل في الحصول على هذا المنصب.

## مستشارة في شؤون النفط
تم تعيين أنجلينا تيني مستشارة في شؤون النفط في وزارة الطاقة والمناجم في جنوب السودان، وكانت رائدة المفاوضات مع حكومة الخرطوم بشأن ملكية وإدارة الأصول النفطية. أثناء حضورها مؤتمر الطاقة في غانا في سبتمبر 2011، تحدثت عن حالة صناعة النفط في جنوب السودان بعد شهرين من الاستقلال الكامل. وقالت إن إدارة الموارد النفطية لم تتم معالجتها بالكامل من الجنوب، وأن جنوب السودان كان يسيطر على معظم حقوله النفطية. وبلغ إنتاج «الحقول المنتجة» حوالي 300 ألف برميل في اليوم.
وقالت أنجلينا تيني إن الحكومة وضعت الخطوط العريضة لبرنامج مدته 3 سنوات لتطوير البنية التحتية. وشمل ذلك إنشاء مصفاة نفط لتلبية الاحتياجات المحلية. كان قانون جديد لتنظيم الصناعة جاهزًا تقريبًا للنشر. إن جنوب السودان في حاجة ماسة إلى رأس المال لتحقيق الأهداف الإنمائية للألفية وبناء الطرق وخطوط الأنابيب. وقالت إن شركات النفط تتحدث مع الحكومة التي تراجع العقود القائمة. هناك حاجة إلى مزيد من المعلومات حتى تتمكن جوبا من تقييم الاحتياطيات.